# Leonel Góngora
Leonel Góngora (Cartago, Valle del Cauca, Colombia, 1932 - Boston, Massachusetts, Estados Unidos, 1999) fue un artista colombiano que cultivó la pintura y el dibujo.

## Biografía
Estudió en 1951 en la Escuela Nacional de Bellas Artes (Colombia) en Bogotá, le tocó estudiar junto a la pintora Debora Arango, más tarde trabajó en el estudio del maestro Santiago Martínez Delgado. Durante la década de los sesenta se trasladó a México, donde formó parte del grupo Nueva Presencia, fundado por Arnold Belkin y Francisco Icaza en 1961. Desde sus inicios se le reconoció su destreza en el dibujo y su tratamiento de la figura humana. En 1968 se constituyó como el precursor de los "performances" en Colombia y realiza escenificaciones de su propuesta plástica. En 1973 expuso en el Palacio de Bellas Artes (Ciudad de México), ocasión en la que tuvo una gran acogida crítica.
"Si le creemos a André Malraux cuando sentencia que el artista es quien somete las formas a un estilo, Leonel Góngora encuentra allí su definición más radical. La estilización del cuerpo femenino en sus dibujos funda un universo que lo determina y —más que eso— lo hace inconfundible".
Muy pronto comenzó su pasión por el erotismo que no lo abandonaría durante toda su vida. "El sexo es una manifestación de la inteligencia, violencia y represión siempre van juntas". Para el artista colombiano el erotismo era una fuerza liberadora, que debía contribuir a enriquecer la percepción de la realidad: "Su pintura es producto del instinto y por eso pertenece a todos los hombres, es la consumación de la rebeldía inconquistable del deseo, de su rayo cardinal, que nunca se descifra."
En 1982 publicó sus libros de grabado El sueño en el espejo y Los siete pecados capitales. En este mismo año expone en el museo La Tertulia de Cali Los caminos del bien y del mal, serie penetrada por el humor y el erotismo. "Hay pocas obras eróticas en el arte colombiano y muy escasas con la pujanza y la imaginación de Góngora. "Sus modelos son mórbidos y despectivos; en el dibujo se da la misma ferocidad contundente haciendo desfilar la enfermedad y la agonía por seres siempre debatiéndose en ninfomanías inevitables".
Durante los años ochenta acometió sus series: El Pintor y su Modelo, Las Mujeres Heridas y Las Bogotánicas, famosas por la sutileza y el decantamiento del dibujo sobre papel, donde sus mujeres estilizadas adquirían una fuerza felina, que llevaría al poeta y crítico de arte Gonzalo Márquez Cristo a decir en el catálogo de su exposición en la Galería Café Libro de Bogotá efectuada en el año 2002 que "en el arte de Leonel Góngora el erotismo adquiere un cadenceo felino, un movimiento interior potenciado por la precisión de su dibujo, que nos hace pensar que sus mujeres fueron pintadas con un estilete". "Y la línea, el dibujo fue sin duda el medio que mejor empleó para cumplir su destino artístico. Góngora hace con la línea lo que su homónimo de la lírica hispánica del ponderado siglo de oro con las palabras y la sintaxis del idioma castellano: poesía".
En 1986 obtuvo el primer premio en el XXX Salón Nacional de Artistas de Colombia en el Museo Nacional de Bogotá. En 1993 inauguró su exposición Trópico en la galería Alonso Arte de Bogotá, la cual realizaría en el año 2005 una retrospectiva póstuma de su obra. En 1998 concedió a la revista Común Presencia su última entrevista, donde con un agudo poder reflexivo analiza los meandros de su creación literaria y la posición del artista en el mundo. Aquí una de sus revelaciones: "La ciencia se ha convertido en una nueva religión infalible. Sus dogmas nos arrasan, nos someten y dejan nuestra imaginación a la intemperie. Me es más humano creer en un dios o en Cristo que en la ciencia y en su idea absoluta. Incluso el arte que tantas veces se ha anticipado parece estar proscrito. Cuando venga el apocalipsis propiciado por la ciencia el mundo solamente podrá ser reconstruido por os pintores y los poetas".
Escribieron extensos ensayos sobre su obra: José Chalarca, Germán Rubiano Caballero, Gonzalo Márquez Cristo, Juan José Gurrola, Barry Schwartz y Alonso Restrepo.